# Saphir Productions
Pour les articles homonymes, voir Saphir (homonymie).
Saphir Productions, ou simplement Saphir, est un label discographique français de musique classique et jazz, anciennement basé à Paris, actif entre 1998 et 2013, date du décès de son fondateur Pierre Dyens.

## Histoire
Le label est fondé en 1998 par Pierre Dyens, et produit des artistes internationaux. Spécialisé dans la musique classique française à sa création, Saphir Productions enrichit par la suite son répertoire en y intégrant des œuvres de compositeurs internationaux. Particulièrement tournée vers la musique de chambre, ce sont des artistes tels qu'Émile Naoumoff, Jean-Pierre Rampal, Marielle Nordmann, Patrick Gallois, Bruno Rigutto et Gérard Poulet, qui entretiennent l'esprit intimiste perceptible dans les œuvres produites par Saphir Productions. Il produira aussi Jean-Claude Pennetier, Michel Moraguès, les Parisii, Marie-Catherine Girod et Alexandre Kniazev.
En 2003, le sous-label Blue Saphir voit le jour. Saphir Productions se lance ainsi dans l'édition du jazz et de la musique du monde. C'est ainsi que Saphir Productions vit avec son temps et ne se cantonne pas à la production de musique classique. Blue Saphir a également produit l'album Pyoutim, rassemblant des chants traditionnels juifs du monde entier interprétés par la chanteuse Ora Sittner et le percussionniste Micenmacher. 
En 2007, Saphir Productions sort la sonate pour piano Codex Domini d'Olivier Greif, achevée le 25 novembre 1994. Le 28 novembre 2008, le label fête en direct ses 10 ans sur les ondes de France Musique. Le 30 novembre 2008, le label organise un concert d'ouverture des 10 ans Paris, au Théâtre Louis Jouvet,.
En 2010, sort Histoire du soldat et autres pièces d'Igor Stravinsky pour lequel « il aura fallu attendre 17 ans entre la prise de son et le rendu final en CD », selon ResMusica. En 2011, le label compte une dizaine de références à son catalogue, dont les 2 premiers volumes d'une série de ballades par le pianiste danois Niels Lan Dokv et son Jazz trio : Italian Ballads et French Ballads, ou encore Warm Waves, par la violoniste de Gotan Project (Gotan Project, Line Kruse). Toujours en 2011, Saphir Productions produit Le Clavier bien tempéré - livre II de Jean-Sébastien Bach par Sébastien Guillot au clavecin, B. de Bacilly ou l'art d'orner le Beau Chant par l'Ensemble A Deux Violes Esgales et Danse macabre et autres diableries par Camille Saint-Saëns.
Pierre Dyens, créateur du label, décède en avril 2013 d'un cancer foudroyant. 17 artistes et ensembles lui rendent hommage à L'Archipel Paris Ciné, lieu détenu par Dyens depuis 1997. Depuis lors, le label ne semble plus montrer signe d'activité.